# Walzbachtal
Walzbachtal är en kommun i Landkreis Karlsruhe i regionen Mittlerer Oberrhein i Regierungsbezirk Karlsruhe i förbundslandet Baden-Württemberg i Tyskland.
Kommunen bildades 1 januari 1971 genom en sammanslagning av kommunerna Jöhlingen och Wössingen.